# Discografia de Olivia Newton-John
A discografia de Olivia Newton-John, cantora inglesa, consiste em vinte e quatro álbuns de estúdio, a quatro álbuns ao vivo, setenta e um singles oficiais e dezassete coletâneas.

## Álbuns de estúdio
| Ano  | Título                             | Posições | Posições     | Posições | Posições  | Posições | Posições | RIAA              |
| Ano  | Título                             | U.S.     | U.S. Country | U.K.     | Australia | Japan    | Canada   | RIAA              |
| ---- | ---------------------------------- | -------- | ------------ | -------- | --------- | -------- | -------- | ----------------- |
| 1971 | If Not for You                     | 158      |              |          | 14        |          |          |                   |
| 1972 | Olivia                             |          |              |          |           |          |          |                   |
| 1973 | Let Me Be There                    | 54       | 1            | 37       |           | 25       | 39       | Gold              |
| 1974 | Long Live Love                     |          |              | 40       | 32        |          |          |                   |
| 1974 | If You Love Me, Let Me Know        | 1        | 1            |          |           |          | 1        | Gold              |
| 1975 | Have You Never Been Mellow         | 1        | 1            | 37       | 17        | 4        | 3        | Gold              |
| 1975 | Clearly Love                       | 1        | 1            |          | 3         | 2        | 5        | Gold              |
| 1976 | Come On Over                       | 1        | 2            | 7        | 1         | 2        | 6        | Gold              |
| 1976 | Don't Stop Believin'               | 1        | 7            |          | 11        | 3        | 14       | Gold              |
| 1977 | Making A Good Thing Better         | 3        | 01           | 19       |           | 3        | 33       |                   |
| 1978 | Totally Hot                        | 1        | 4            | 3        | 4         | 9        | 1        | Platinum          |
| 1981 | Physical A                         | 1        | 1            | 1        | 1         | 1        | 1        | 2× Multi-Platinum |
| 1985 | Soul Kiss                          | 1        |              | 6        | 1         | 5        | 3        | Gold              |
| 1988 | The Rumour                         | 6        |              |          | 15        | 31       | 94       |                   |
| 1989 | Warm and Tender                    | 124      |              |          |           | 43       |          |                   |
| 1994 | Gaia                               |          |              | 33       | 7         |          |          |                   |
| 1998 | Back With A Heart                  | 59       | 9            |          |           |          |          |                   |
| 2000 | 'Tis The Season (com Vince Gill) B |          |              |          |           |          |          |                   |
| 2002 | (2) C                              |          |              |          | 5         |          |          |                   |
| 2004 | Indigo: Women Of Song C            |          |              | 27       | 15        |          |          |                   |
| 2005 | Stronger Than Before B             |          |              |          | 29        |          |          |                   |
| 2006 | Grace And Gratitude D              |          |              |          |           |          |          |                   |
| 2007 | Christmas Wish E                   | 187      |              |          |           |          |          |                   |
| 2008 | A Celebration In Song              |          |              |          |           |          |          |                   |
| 2012 | This Christmas                     | 81       |              |          |           | 33       |          |                   |
| 2014 | Hotel Sessions                     |          |              |          |           |          |          |                   |
| 2016 | Liv On                             |          |              |          | 72        |          |          |                   |
| 2016 | Friends for Christmas              |          |              |          | 3         |          |          | Gold              |

- A Chegou ao nº 32 na Billboard R&B Albums chart.
- B Não entrou no chart americano, pois foi lançado exclusivamente na Hallmark.
- C Não foi lançado nos EUA.
- D Não entrou no chart americano, pois foi lançado exclusivamente na Walgreens.
- E Chegou ao nº 21 na Billboard Independent Albums chart.

## Álbuns Ao Vivo
| Ano  | Título                                  | Posições | Posições     | Posições | Posições  | Posições | RIAA |
| Ano  | Título                                  | U.S.     | U.S. Country | U.K.     | Australia | Japan    | RIAA |
| ---- | --------------------------------------- | -------- | ------------ | -------- | --------- | -------- | ---- |
| 1981 | Love Performance                        |          |              |          |           |          |      |
| 1998 | Highlights From The Main Event          |          |              |          | 1         |          |      |
| 2000 | One Woman's Live Journey                |          |              |          | 41        |          |      |
| 2008 | Olivia's Live Hits                      |          |              |          |           |          |      |
| 2015 | Summer Nights - Live in Las Vegas       |          |              |          |           |          |      |
| 2015 | Highlights from Two Strong Hearts: Live |          |              |          | 1         |          |      |

## Singles
| Ano  | Título                                                        | Posições   | Posições   | Posições | Posições | Posições | Posições | Posições | Posições | Posições | Posições | Posições | RIAA     | Álbum                                              |
| Ano  | Título                                                        | US Hot 100 | US Country | US AC    | UK       | CAN      | CAN AC   | GER      | AUS      | NZ       | JPN      | IRL      | RIAA     | Álbum                                              |
| ---- | ------------------------------------------------------------- | ---------- | ---------- | -------- | -------- | -------- | -------- | -------- | -------- | -------- | -------- | -------- | -------- | -------------------------------------------------- |
| 1966 | "Till You Say You'll Be Mine"                                 |            |            |          |          |          |          |          |          |          |          |          |          | Single only                                        |
| 1971 | "If Not for You"                                              | 25         |            | 1        | 7        | 3        | 13       |          | 7        | 8        |          | 6        |          | If Not for You                                     |
| 1971 | "Banks Of The Ohio"                                           | 94         |            | 34       | 6        | 66       |          | 13       | 1        | 3        |          | 9        |          | If Not for You                                     |
| 1972 | "What Is Life"                                                |            |            | 34       | 16       |          |          |          |          |          |          | 18       |          | Olivia                                             |
| 1972 | "My Old Man's Got A Gun"                                      |            |            |          |          |          |          |          |          |          |          |          |          | Olivia                                             |
| 1973 | "Take Me Home, Country Roads"                                 | 119        |            |          | 15       |          |          |          |          |          | 6        | 5        |          | Let Me Be There                                    |
| 1973 | "Let Me Be There"                                             | 6          | 7          | 3        |          | 2        | 3        |          | 11       | 8        |          |          | Gold     | Let Me Be There                                    |
| 1974 | "Long Live Love"                                              |            |            |          | 11       |          |          |          | 11       |          |          | 9        |          | Long Live Love                                     |
| 1974 | "If You Love Me (Let Me Know)"                                | 5          | 2          | 2        |          | 3        | 1        | 37       | 2        | 10       |          |          | Gold     | If You Love Me, Let Me Know                        |
| 1974 | "I Honestly Love You"                                         | 1          | 6          | 1        | 22       | 1        |          |          | 1        | 5        |          |          | Gold     | If You Love Me, Let Me Know                        |
| 1975 | "Have You Never Been Mellow"                                  | 1          | 3          | 1        |          | 1        | 1        |          | 10       | 9        | 26       |          | Gold     | Have You Never Been Mellow                         |
| 1975 | "Please Mr. Please"                                           | 3          | 5          | 1        |          | 1        | 1        |          | 35       | 7        |          |          | Gold     | Have You Never Been Mellow                         |
| 1975 | "Something Better to Do"                                      | 13         | 19         | 1        |          | 26       | 1        |          | 60       | 40       | 87       |          |          | Clearly Love                                       |
| 1975 | "Let It Shine"                                                | 30         | 5          | 1        |          | 17       | 1        |          |          |          |          |          |          | Clearly Love                                       |
| 1975 | "He Ain't Heavy… He's My Brother"                             | flip       |            | flip     |          |          |          |          |          |          |          |          |          | Clearly Love                                       |
| 1976 | "Come On Over"                                                | 23         | 5          | 1        |          | 22       | 5        |          | 55       | 3        | 94       |          |          | Come On Over                                       |
| 1976 | "Don't Stop Believin'"                                        | 33         | 14         | 1        |          | 37       | 4        |          | 93       |          |          | 17       |          | Don't Stop Believin'                               |
| 1976 | "Every Face Tells a Story"                                    | 55         | 21         | 6        |          | 58       | 5        |          |          |          |          |          |          | Don't Stop Believin'                               |
| 1977 | "Compassionate Man"                                           |            |            |          |          |          |          |          |          |          | 47       |          |          | Don't Stop Believin'                               |
| 1977 | "Sam"                                                         | 20         | 40         | 1        | 6        | 24       | 1        |          | 56       | 16       | 57       | 1        |          | Don't Stop Believin'                               |
| 1977 | "Making a Good Thing Better"                                  | 87         |            | 20       |          |          | 28       |          |          |          | 56       |          |          | Making a Good Thing Better                         |
| 1977 | "I Honestly Love You" (relançamento)                          | 48         |            | 49       |          | 55       | 1        |          |          |          |          |          |          | Olivia Newton-John's Greatest Hits                 |
| 1977 | "Sad Songs"                                                   |            |            |          |          |          |          |          |          |          | 84       |          |          | Making a Good Thing Better                         |
| 1978 | "Jolene"                                                      |            |            |          |          |          |          |          | 29       |          | 11       |          |          | Come On Over                                       |
| 1978 | "You're The One That I Want" (com John Travolta)              | 1          |            | 23       | 1        | 1        | 1        | 1        | 1        | 1        | 25       | 1        | Platinum | Grease                                             |
| 1978 | "Hopelessly Devoted To You"                                   | 3          | 20         | 7        | 2        | 1        | 2        |          | 2        | 6        |          | 1        | Gold     | Grease                                             |
| 1978 | "Summer Nights" (com John Travolta and Cast)                  | 5          |            | 21       | 1        | 4        | 3        | 4        | 6        | 3        | 46       | 1        | Gold     | Grease                                             |
| 1978 | "A Little More Love"                                          | 3          | 94         | 4        | 4        | 5        | 5        | 34       | 9        | 7        |          | 4        | Gold     | Totally Hot                                        |
| 1979 | "Deeper Than the Night"                                       | 11         | 87         | 4        | 64       | 18       | 7        |          | 74       |          |          |          |          | Totally Hot                                        |
| 1979 | "Totally Hot"                                                 | 52         |            |          |          | 92       |          |          |          |          |          |          |          | Totally Hot                                        |
| 1979 | "Dancin' 'Round and 'Round"                                   | 82         | 29         | 25       |          |          | 7        |          |          |          |          |          |          | Totally Hot                                        |
| 1979 | "Rest Your Love On Me" (com Andy Gibb)                        |            |            |          |          |          |          |          |          |          |          |          |          | The Music For Unicef Concert - A Gift Of Song      |
| 1980 | "Don't Cry For Me Argentina"                                  |            |            |          |          |          |          |          | 32       |          |          |          |          | Making a Good Thing Better                         |
| 1980 | "Magic"                                                       | 1          |            | 1        | 32       | 1        | 1        | 36       | 4        | 4        | 43       |          | Gold     | Xanadu                                             |
| 1980 | "Xanadu" (com Electric Light Orchestra)                       | 8          |            | 2        | 1        | 6        | 2        | 1        | 2        | 8        | 22       | 1        |          | Xanadu                                             |
| 1980 | "Suddenly" (com Cliff Richard)                                | 20         |            | 4        | 15       | 60       | 14       |          | 37       | 30       |          | 6        |          | Xanadu                                             |
| 1981 | "Physical" [A]                                                | 1          |            | 29       | 7        | 1        |          | 4        | 1        | 1        | 17       | 4        | Platinum | Physical                                           |
| 1982 | "Make a Move On Me"                                           | 5          |            | 6        | 43       | 4        | 2        | 38       | 8        | 22       | 59       |          |          | Physical                                           |
| 1982 | "Landslide"                                                   | 52         |            |          | 18       |          |          |          |          |          |          | 25       |          | Physical                                           |
| 1982 | "Heart Attack"                                                | 3          |            |          | 46       | 2        |          | 51       | 22       | 11       | 71       | 30       |          | Olivia's Greatest Hits Vol. 2                      |
| 1983 | "I Honestly Love You" (relançamento)                          |            |            |          | 52       |          |          |          |          |          |          |          |          | Greatest Hits                                      |
| 1983 | "Tied Up"                                                     | 38         |            |          |          | 43       |          |          | 54       |          |          |          |          | Olivia's Greatest Hits Vol. 2                      |
| 1983 | "Twist Of Fate"                                               | 5          |            |          | 57       | 4        |          |          | 4        | 22       | 73       |          |          | Two of a Kind                                      |
| 1983 | "Take a Chance" (com John Travolta)                           |            |            | 3        |          |          | 1        |          |          |          |          |          |          | Two of a Kind                                      |
| 1984 | "Livin' In Desperate Times"                                   | 31         |            |          |          | 43       |          |          | 81       |          |          |          |          | Two of a Kind                                      |
| 1985 | "Soul Kiss"                                                   | 20         |            | 20       | 100      | 25       | 17       |          | 20       |          |          |          |          | Soul Kiss                                          |
| 1986 | "Toughen Up"                                                  |            |            |          |          |          |          |          | 93       |          |          |          |          | Soul Kiss                                          |
| 1988 | "The Rumour"                                                  | 62         |            | 33       | 85       | 50       |          | 36       | 34       |          |          |          |          | The Rumour                                         |
| 1988 | "Can't We Talk It Over in Bed"                                |            |            |          |          |          |          |          |          |          |          |          |          | The Rumour                                         |
| 1990 | "Reach Out for Me"                                            |            |            | 32       |          |          |          |          |          |          |          |          |          | Warm and Tender                                    |
| 1990 | "Grease Megamix" [B]                                          |            |            |          | 3        | 50       |          | 42       | 1        | 7        |          | 4        |          | Single only                                        |
| 1991 | "Grease Dream Mix"                                            |            |            |          | 47       |          |          |          |          |          |          |          |          | Single only                                        |
| 1992 | "I Need Love"                                                 | 96         |            |          | 75       |          | 29       |          | 89       |          |          |          |          | Back to Basics: The Essential Collection 1971-1992 |
| 1992 | "Deeper Than a River"                                         |            |            | 20       |          |          | 18       |          |          |          |          |          |          | Back to Basics: The Essential Collection 1971-1992 |
| 1994 | "No Matter What You Do"                                       |            |            |          |          |          |          |          | 35       |          |          |          |          | Gaia                                               |
| 1998 | "You're The One That I Want" (com John Travolta) (re-release) |            |            |          | 4        |          |          |          | 32       |          |          | 15       |          | Grease                                             |
| 1998 | "One Heart At a Time" [C]                                     | 56         | 69         |          |          |          |          |          |          |          |          |          |          | Single only                                        |
| 1998 | "I Honestly Love You" (regravado)[D]                          | 67         |            | 18       |          |          |          |          | 88       |          |          |          |          | Back With A Heart                                  |
| 1998 | "Back With a Heart"                                           |            |            |          |          |          |          |          |          |          |          |          |          | Back With A Heart                                  |
| 1998 | "Love Shouldn't Hurt" [E]                                     |            |            |          |          |          |          |          |          |          |          |          |          | Love Shouldn't Hurt                                |
| 2005 | "Phenomenal Woman"                                            |            |            |          |          |          |          |          |          |          |          |          |          | Stronger Than Before                               |
| 2006 | "Instrument Of Peace"                                         |            |            | 30       |          |          |          |          |          |          |          |          |          | Grace and Gratitude                                |
| 2007 | "Christmas on My Radio"                                       |            |            |          |          |          |          |          |          |          |          |          |          | Christmas Wish                                     |
| 2007 | "Every Time It Snows" (com Jon Secada)                        |            |            |          |          |          |          |          |          |          |          |          |          | Christmas Wish                                     |
| 2008 | "Angel in the Wings" (com Jann Arden)                         |            |            |          |          |          | 28       |          |          |          |          |          |          | A Celebration in Song                              |
| 2011 | "Magic" (Peachy e Murphy Mix)                                 |            |            |          |          |          |          |          |          |          | 79       |          |          | Single de Caridade                                 |